# Zec Chapais
Pour les articles homonymes, voir Chapais.
 (janvier 2016).
Si vous disposez d'ouvrages ou d'articles de référence ou si vous connaissez des sites web de qualité traitant du thème abordé ici, merci de compléter l'article en donnant les références utiles à sa vérifiabilité et en les liant à la section « Notes et références ».
La zec Chapais est une zone d'exploitation contrôlée (zec) située dans les limites de la municipalité de Mont-Carmel et du territoire non organisé de Petit-Lac-Sainte-Anne dans la municipalité régionale de comté (MRC) de Kamouraska dans la région administrative du Bas-Saint-Laurent au Québec au Canada.

## Toponymie
La désignation de ce territoire est reliée au toponyme du canton et du hameau situés à proximité. Cette désignation toponymique a été choisie en mémoire de Jean-Charles Chapais (1811-1885) qui a été un homme d'affaires et un homme politique québécois. Il est considéré comme l'un des pères de la Confédération canadienne pour sa participation à la Conférence de Québec en 1864 visant à déterminer la forme du futur gouvernement du Canada.
Le toponyme de la zec Chapais a été officialisé le 5 août 1982 à la Banque de noms de lieux de la Commission de toponymie du Québec.

## Géographie
La zec Chapais couvre une superficie de 388 km2 et est située dans les monts Notre-Dame. Son entrée est située à environ 15 km au sud-est de La Pocatière sur la rive sud du fleuve Saint-Laurent. Cette zec s'étend jusqu'à la frontière américaine où elle partage la frontière sur 12 km ; tandis que, du côté américain, un territoire protégé équivalent[Lequel ?] et connexe se prolonge vers le sud sur 5,3 km dans l'État du Maine.
La zec comprend douze lacs dont six exploités pour la pêche sportive et six rivières, toutes exploitées pour la pêche. Les principaux plans d'eau de la zec sont les lacs de l'Est, des Cinq-Milles, Perdu, des Marais, Tinoute et Chaudière. Le territoire de la zec est traversé en son centre par la rivière du Loup qui coule vers le nord pour aller se déverser sur le littoral sud-est du fleuve Saint-Laurent. Son affluent, la rivière Manie, draine la partie nord-est du territoire de la zec.
Du côté sud-ouest, près de la frontière canado-américaine, la montagne de la Tour avec une altitude de 644 m et la montagne des Cinq-Milles avec une altitude de 585 m culminent sur le territoire environnant.
La zec est dotée de deux campings accessibles en voiture.

## Faune
La zec Chapais compte une quinzaine de petits lacs peuplés surtout d'omble de fontaine et d'omble chevalier. Les mammifères de la zec incluent l'orignal, l'ours noir et le petit gibier.

## Annexe